# اچ‌ام‌اس انتاریو (۱۷۸۰)
اچ‌ام‌اس انتاریو (۱۷۸۰) (به انگلیسی: HMS Ontario (1780)) یک کشتی بود که طول آن ۸۰ فوت (۲۴ متر) بود. این کشتی در سال ۱۷۸۰ ساخته شد.